# SheBelieves Cup 2025
Der SheBelieves Cup 2025 für Frauenfußballnationalmannschaften fand zwischen dem 20. und 26. Februar 2025 in den Vereinigten Staaten statt. Es war die zehnte Austragung dieses Turniers. Als Teilnehmer waren Gastgeber Vereinigte Staaten, Australien, Japan und Kolumbien dabei. Für Australien und Kolumbien war es die erste, für Japan die fünfte Teilnahme. Das Turnier fand wieder wie bei den ersten acht Austragungen im Jeder-gegen-jeden-Modus statt. Parallel zum Turnier wurden in Europa die ersten beiden Spieltage der UEFA Women’s Nations League 2025 ausgetragen, so dass keine europäische Mannschaft wie bei früheren Austragungen teilnehmen konnte.

## Spielorte
Die Spielstätten waren das Shell Energy Stadium in Houston (TX), das State Farm Stadium in Glendale (AZ) und das Snapdragon Stadium in San Diego (CA).

## Spiele
| Pl. | Land               | Sp. | S | U | N | Tore    | Diff. | Punkte |
| --- | ------------------ | --- | - | - | - | ------- | ----- | ------ |
| 1.  | Japan              | 3   | 3 | 0 | 0 | 010:200 | +8    | 09     |
| 2.  | Vereinigte Staaten | 3   | 2 | 0 | 1 | 005:300 | +2    | 06     |
| 3.  | Kolumbien          | 3   | 1 | 0 | 2 | 003:700 | −4    | 03     |
| 4.  | Australien         | 3   | 0 | 0 | 3 | 002:800 | −6    | 0      |

|                                                                      |   |            |           |
| 20. Februar 2025 um 16:00 Uhr CST (23:00 Uhr MEZ) in Houston         |   |            |           |
| Japan                                                                | – | Australien | 4:0 (2:0) |
| 20. Februar 2025 um 19:00 Uhr CST (21. um 2:00 Uhr MEZ) in Houston   |   |            |           |
| Vereinigte Staaten                                                   | – | Kolumbien  | 2:0 (1:0) |
| 23. Februar 2025 um 12:00 Uhr MST (20:00 Uhr MEZ) in Glendale        |   |            |           |
| Kolumbien                                                            | – | Japan      | 1:4 (1:2) |
| 23. Februar 2025 um 15:00 Uhr MST (23:00 Uhr MEZ) in Glendale        |   |            |           |
| Vereinigte Staaten                                                   | – | Australien | 2:1 (1:0) |
| 26. Februar 2025 um 16:30 Uhr PST (27. 1:30 Uhr MEZ) in San Diego    |   |            |           |
| Australien                                                           | – | Kolumbien  | 1:2 (0:1) |
| 26. Februar 2025 um 19:30 Uhr PST (27. um 4:30 Uhr MEZ) in San Diego |   |            |           |
| Vereinigte Staaten                                                   | – | Japan      | 1:2 (1:1) |

Die Platzierungen erfolgen anhand folgender Kriterien:
1. Punkte aus allen Spielen (3 Punkte für einen Sieg, 1 Punkt für ein Remis)
2. Tordifferenz aus allen Spielen
3. Anzahl Tore in allen Spielen
4. Direkter Vergleich
5. Fairplay-Wertung

## Torschützinnen
| Rang | Spielerin    | Tore |
| ---- | ------------ | ---- |
| 1    | Mina Tanaka  | 4    |
| 2    | Maika Hamano | 2    |
|      | Ally Sentnor | 2    |

| Rang | Spielerin       | Tore |
| ---- | --------------- | ---- |
| 4    | Michelle Heyman | 1    |
|      | Hayley Raso     | 1    |
|      | Tōko Koga       | 1    |
|      | Moeka Minami    | 1    |
|      | Yuka Momiki     | 1    |
|      | Momoko Tanikawa | 1    |

| Rang | Spielerin         | Tore |
| ---- | ----------------- | ---- |
| 4    | Wendy Bonilla     | 1    |
|      | Linda Caicedo     | 1    |
|      | Catalina Usme     | 1    |
|      | Catarina Macário  | 1    |
|      | Michelle Cooper 1 | 1    |
|      | Lynn Biyendolo 1  | 1    |

## Schiedsrichterinnen
0  Alex Billeter  Lizzet García  Karen Hernández  Ekaterina Koroleva  Carly Shaw-MacLaren  Natalie Simon